# ラマヌジャンの合同式
整数分割において、ラマヌジャンの合同式（ラマヌジャンのごうどうしき、英: Ramanujan's congruences）は、分割数が満たす整除の関係式。インドの数学者シュリニヴァーサ・ラマヌジャンに因む。ラマヌジャンはイギリスの数学者ゴッドフレイ・ハロルド・ハーディの勧めで渡英し、ハーディとの共同研究の中で分割数を研究した。

## 定理
4=4, 3+1, 2+2, 2+1+1, 1+1+1+1のように、正の整数 n をいくつかの正の整数の和として表すことを整数分割という。分割の仕方の総数を分割数といい、p(n) と表す。例えば、p(4)=5である。分割数 p(n) は n が5m+4, 7m+5, 11m+6 (m=0,1,2,..) であるとき、それぞれ、5, 7, 11で割り切れる。すなわち、
{\displaystyle p(5m+4)\equiv 0{\pmod {5}}}
{\displaystyle p(7m+5)\equiv 0{\pmod {7}}}
{\displaystyle p(11m+6)\equiv 0{\pmod {11}}}
が成り立つ。これらの関係式をラマヌジャンの合同式という。
イギリスの数学者で少佐でもあるパーシー・アレクサンダー・マクマホンは n=200 までの分割数 p(n) を計算し、その表を作成した。マクマホンの表からラマヌジャンはこれらの関係式が成り立っていることに気づき、1919年に1番目と2番目の関係式の証明を与えた。3番目の関係式については、ラマヌジャンの没後、1921年にハーディによってラマヌジャンの証明の論文が出版された
実際に p(5m+4), p(7m+5), p(11m+6)のいくつかを書き下すと次のようになる。
| m       | 0 | 1  | 2   | 3   | 4    | 5    | 6     | 7     | 8     | 9      | 10     |
| ------- | - | -- | --- | --- | ---- | ---- | ----- | ----- | ----- | ------ | ------ |
| 5m+4    | 4 | 9  | 14  | 19  | 24   | 29   | 34    | 39    | 44    | 49     | 54     |
| p(5m+4) | 5 | 30 | 135 | 490 | 1575 | 4565 | 12310 | 31185 | 75175 | 173525 | 386155 |

| m       | 0 | 1  | 2   | 3    | 4     | 5     | 6      | 7      | 8       | 9       | 10      |
| ------- | - | -- | --- | ---- | ----- | ----- | ------ | ------ | ------- | ------- | ------- |
| 7m+5    | 5 | 12 | 19  | 26   | 33    | 40    | 47     | 54     | 61      | 68      | 75      |
| p(7m+5) | 7 | 77 | 490 | 2436 | 10143 | 37338 | 124754 | 386155 | 1121505 | 3087735 | 8118264 |

| m        | 0  | 1   | 2    | 3     | 4      | 5       | 6       | 7        | 8        | 9         | 10         |
| -------- | -- | --- | ---- | ----- | ------ | ------- | ------- | -------- | -------- | --------- | ---------- |
| 11m+6    | 6  | 17  | 28   | 39    | 50     | 61      | 72      | 83       | 94       | 105       | 116        |
| p(11m+6) | 11 | 297 | 3718 | 31185 | 204226 | 1121505 | 5392783 | 23338469 | 92669720 | 342325709 | 1188908248 |

ラマヌジャンの合同式はある素数 l とある整数 β について、
{\displaystyle p(lm+\beta )\equiv 0{\pmod {l}},\,m=0,1,2,\cdots }
の形をしている。ラマヌジャン自身はこうした合同式は稀であると考えていたが、スコット・アールグレンとマシュー・ボイランは、この関係式を満たす素数 lと整数 β (0 ≤ β ≤ l-1)の組が (l, β)=(5,4), (7, 5), (11, 6)、すなわち、ラマヌジャンの合同式の場合に限られることを示した。

## 拡張
1919年の論文でラマヌジャンは、さらに以下の関係式が成り立つことを予想した。
{\displaystyle p(5^{n}m+\lambda _{5,n})\equiv 0{\pmod {5^{n}}}}
{\displaystyle p(7^{n}m+\lambda _{7,n})\equiv 0{\pmod {7^{n}}}}
{\displaystyle p(11^{n}m+\lambda _{11,n})\equiv 0{\pmod {11^{n}}}}
但し、λp,nは
{\displaystyle 24\lambda _{p,n}\equiv 1{\pmod {p^{n}}}}
を満たす正の整数である。これらの予想は、
{\displaystyle 24\lambda \equiv 1{\pmod {5^{a}7^{b}11^{c}}}}
ならば、すべてのm=0,1,2,.. に対して
{\displaystyle p(5^{a}7^{b}11^{c}m+\lambda )\equiv 0{\pmod {5^{a}7^{b}11^{c}}}}
が成り立つ、とまとめることができる。この場合も、証明は5a, 7b, 11cの場合をそれぞれ考えればよく、その他の場合は系として得られる。
ラマヌジャンは52と72の場合の証明のあらましを記している。しかしながら、1934年にサーバダマン・チョウラは73での反例を見出した。
{\displaystyle 24\cdot 243\equiv 1\quad ({\text{mod}}\,\,\,7^{3})}
であるが、
{\displaystyle p(243)=133978259344888}
は、73では割り切れない。1938年にジョージ・ネヴィル・ワトソンは、 7bの場合については7[(b+2)/2]と補正すれば、正しいことを示した。
このとき、修正された予想は
{\displaystyle 24\lambda \equiv 1{\pmod {5^{a}7^{b}11^{c}}}}
ならば、
{\displaystyle p(5^{a}7^{b}11^{c}m+\lambda )\equiv 0\quad ({\text{mod}}\,\,\,5^{a}7^{\beta }11^{c}),\,\beta ={\biggl [}{\frac {b+2}{2}}{\biggl ]}}
となる。ワトソンはこの修正された予想において、5a, 7bの場合の証明を与えた。さらに、1967年にオリバー・アトキンは11cについて証明を与え、最終的にこの予想が正しいことが結論された。

## 母関数による証明
ラマヌジャンの合同式の証明の代表的な方法の一つは、母関数の議論に基づくものである。ラマヌジャン自身も1919年の論文で、5と7を法としたときの合同式の証明に母関数の方法を用いた。次の2つの式は、p(5n+4)と p(7n+5) の母関数の表示を直接与えている。
{\displaystyle \sum _{n=0}^{\infty }{p(5n+4)q^{n}}=5{\frac {\prod _{n=1}^{\infty }{(1-q^{5n})^{5}}}{\prod _{n=1}^{\infty }{(1-q^{n})^{6}}}}}
{\displaystyle \sum _{n=0}^{\infty }{p(7n+5)q^{n}}=7{\frac {\prod _{n=1}^{\infty }{(1-q^{7n})^{3}}}{\prod _{n=1}^{\infty }{(1-q^{n})^{4}}}}+49q{\frac {\prod _{n=1}^{\infty }{(1-q^{7n})^{7}}}{\prod _{n=1}^{\infty }{(1-q^{n})^{8}}}}}
右辺を q のべき乗で展開したときに、qnの係数は1番目の式では p(5n+4) となるが、これは5で割り切れる。同様に、qn の係数は2番目の式では p(7n+5) となるが、これは7で割り切れる。すなわち、p(5n+4) ≡ 0 (mod 5) と p(7n+5) ≡ 0 (mod 7) が成り立つ。なお、q-解析で使用されるq-ポッホハマー記号
{\displaystyle (a;q)_{n}={\begin{cases}(1-aq)(1-aq^{2})\cdots (1-aq^{n-1})&(n>0)\\1&(n=0)\end{cases}}}
を用いれば、
{\displaystyle \sum _{n=0}^{\infty }{p(5n+4)q^{n}}=5{\frac {(q^{5};q^{5})_{\infty }^{5}}{(q;q)_{\infty }^{6}}}}
{\displaystyle \sum _{n=0}^{\infty }{p(7n+5)q^{n}}=7{\frac {(q^{7};q^{7})_{\infty }^{3}}{(q;q)_{\infty }^{4}}}+49q{\frac {(q^{7};q^{7})_{\infty }^{7}}{(q;q)_{\infty }^{8}}}}
と表すことができる。

## 分割のランク・クランク
1944年にフリーマン・ダイソンは分割のランク(rank)と呼ばれる量を導入し、5と7を法としたときのラマヌジャンの合同式の組合せ論的解釈に関する予想を提示した。さらにダイソンは分割のクランク(crank)と呼ばれる量が存在することを予想し、11を法としたときについても組合せ論的解釈が可能であることを予言した。ダイソンが導入したランクは分割における最大の和因子から和因子の個数（分割の長さ）を引いた差で定義される。正の整数 n のランク m の分割の個数を N(m, n) と表し、t を法としたときにランクが m と合同な分割の個数を N(m, t, n) と表す。ダイソンは
{\displaystyle {\begin{aligned}N(0,5,5n+4)=&N(1,5,5n+4)=N(2,5,5n+4)\\=&N(3,5,5n+4)=N(4,5,5n+4)\\=&{\frac {p(5n+4)}{5}}\end{aligned}}}
{\displaystyle {\begin{aligned}N(0,7,7n+5)=&N(1,7,7n+5)=N(2,7,7n+5)\\=&N(3,7,7n+5)=N(4,7,7n+5)\\=&N(5,7,7n+5)=N(6,7,7n+5)\\=&{\frac {p(7n+5)}{7}}\end{aligned}}}
が成り立つこと予想した。この予想が成り立てば、明らかに p(5n+4) は5で割り切れ、p(7n+5) は7で割り切れることになる。このランクに関するダイソンの予想が正しいことは、オリバー・アトキンとピーター・スウィナートン-ダイアーによって、1954年に証明された。また、ダイソンが予想した性質を持つクランクは、1988年にジョージ・アンドリュースとフランク・ガーバンによって発見された。

### 注
1. ↑  ラマヌジャンは1919年の論文では母関数のやや異なる方法で証明している。同論文で、ラマヌジャンは証明とは別にこの2つの関係式に言明したが、この2つの式については完全な証明を示さなかった。詳細はG. H. Hardy (1940), Lecture VIを参照。
2. ↑  
N(m, n) と N(m, t, n) は
{\displaystyle N(m,t,n)=\sum _{r=-\infty }^{\infty }N(m+rt,n)}
の関係にある。

### 書籍
- Andrews, George E.; Kimmo, Eriksson (2004). Integer Partitions (2nd ed.). Cambridge University Press. ISBN 978-0521600903; ジョージ・アンドリュース、キムモ・エリクソン『整数の分割』佐藤文広（訳）、数学書房、2006年。ISBN 978-4903342610。
- Chan, Hei-chi (2011). An Invitation to q-Series: From Jacobi's Triple Product Identity to Ramanujan's "Most Beautiful Identity". World Scientific. ISBN 978-9814343848
- Hardy, G. H. (1940). Ramanujan: Twelve Lectures on Subjects Suggested by His Life and Work. Cambridge University Press, Reiisued AMS Chelsea (1999); G.H. ハーディ『ラマヌジャン その生涯と業績に想起された主題による十二の講義』髙瀬幸一（訳）、丸善出版〈数学クラシックス〉、2016年。ISBN 978-4621065297。
- Kanigel, Robert (1991). The Man Who Knew Infinity: A Life of the Genius Ramanujan. Scribner. ISBN 978-0684192598; ロバート・カニーゲル『無限の天才 －夭逝の数学者・ラマヌジャン』田中靖夫（訳）（新装版）、工作舎、2016年。ISBN 978-4-875024767。

### 論文
- Ahlgren, S.; Boylan, M. (2003), “Arithmetic properties of the partition function”, Invent. Math. 153:  487-502, doi:10.1007/s00222-003-0295-6
- Andrews, G.; Garvan, F. (1988), “Dyson's crank of a partition”, Bull. Am. Math. Soc. 18:  167-171
- Atkin, A. O. L.; Swinnerton-Dyer, H. P. F. (1954), “Some properties of partitions”, Proc. London Math. Soc. 66:  84-106, doi:10.1112/plms/s3-4.1.84
- Atkin, A. O. L. (1967), “Proof of a conjecture of Ramanujan”, Glascow Math. J. 8:  97-128, doi:10.1017/S0017089500000045
- Chowla, S. (1934), “Congruence properties of partitions”, J. London Math. Soc. 9:  247, doi:10.1112/jlms/s1-9.4.247a
- Dyson, F. (1944), “Some guesses in the theory of partitions”, Eureka (Cambridge) 8:  10-15
- Hardy, G. H.; Ramanujan, S. (1918), “Asymptotic Formulaæ in Combinatory Analysis”, Proc. London Math. Soc. s2-17:  75-115, doi:10.1112/plms/s2-17.1.75
- Ramanujan, S. (1919), “Some properties of p(n), the number of partitions of n”, Proc. Cambridge Philos. Soc. 19:  207-210
- Ramanujan, S. (1921), “Congruence properties of partitions”, Mathematische Zeitschrift 9:  147-153, doi:10.1007/bf01378341
- Watson, G. N. (1938), “Ramanujans Vermutung über Zerfällungszahlen.”, J. Reine. Angew. Math. 179:  97-128, doi:10.1515/crll.1938.179.97